# 소수성 액체
소수성 액체(non-aqueous phase liquid, NAPL)는 유기 화합물 액체 오염원으로, 물과 혼화되지 않는 특징을 갖는다. 흔한 예시로는 석유 제품, 콜타르, 할로젠화된 용매, 농약 등이 있다. 20세기 후반부터 이들을 지하 환경에서 제거하기 위한 전략이 확대되었다.
소수성 액체는 부적절한 화학 물질 폐기, 누출된 지하 저장 탱크, 정화조 폐수, 유출이나 매립지에서의 침투 등 다양한 점 오염원으로부터 환경으로 유출될 수 있다. 지하 환경에서의 소수성 액체의 이동은 복잡하고 특성을 파악하기 어렵다. 그럼에도 불구하고 소수성 액체의 이동을 좌우하는 다양한 매개변수를 이해하는 것은 적절한 정화 전략을 결정하는 데 중요하다. 이러한 전략은 소수성 액체의 물리적, 화학적, 생물학적 특성을 활용하여 지하에서의 존재를 최소화한다.

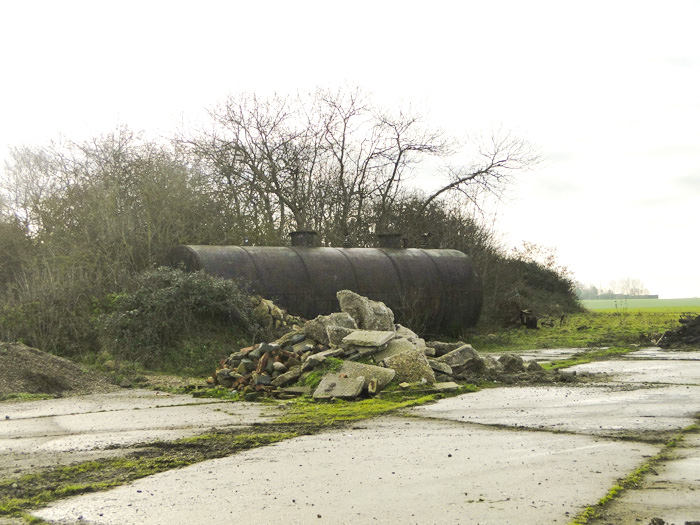
지상 위의 지하 연료 저장 탱크. 지하 저장 탱크 누출(LUST)은 소수성 액체 오염의 흔한 점 오염원이다.

## 역사

### 1978년 이전 지하수 오염에 대한 태도
지하수는 공공 용수 시스템, 개인 우물, 농업 시스템에서 세대에 걸쳐 역사적으로 중요한 수원 역할을 해왔다. 물이 토양을 통과하면서 지하수 저장고로 들어가기 전에 불순물이 제거된다는 일반적인 믿음이 있었다. 그 결과, 지하 환경 오염에 대한 일반적인 우려는 크지 않았다.
1960년, 지하수 오염에 대한 광범위한 문헌 조사를 통해 석유 탄화수소, 콜타르 유도체, 합성 세제, 농약 등 유기 오염물질이 확인되었으며, 이는 지하에서의 소수성 액체 존재를 처음으로 시사했다. 1970년대 초반까지 기체 크로마토그래피 기술 개발은 인간의 감각으로는 감지할 수 없는 지하수 오염물질을 탐지하는 새로운 방법을 제공했다. 이러한 발전은 가장 해로운 형태의 소수성 액체 중 하나인 염소화 용매의 발견 및 후속 분석으로 이어졌다. 소수성 액체가 지하에서 탐지하고 제거하기 어렵다는 사실이 밝혀졌다. 소수성 액체는 생물학적 분해 사슬에 참여하기 때문에 인간 건강에 특히 위험한 중간 화학 물질을 생성한다.

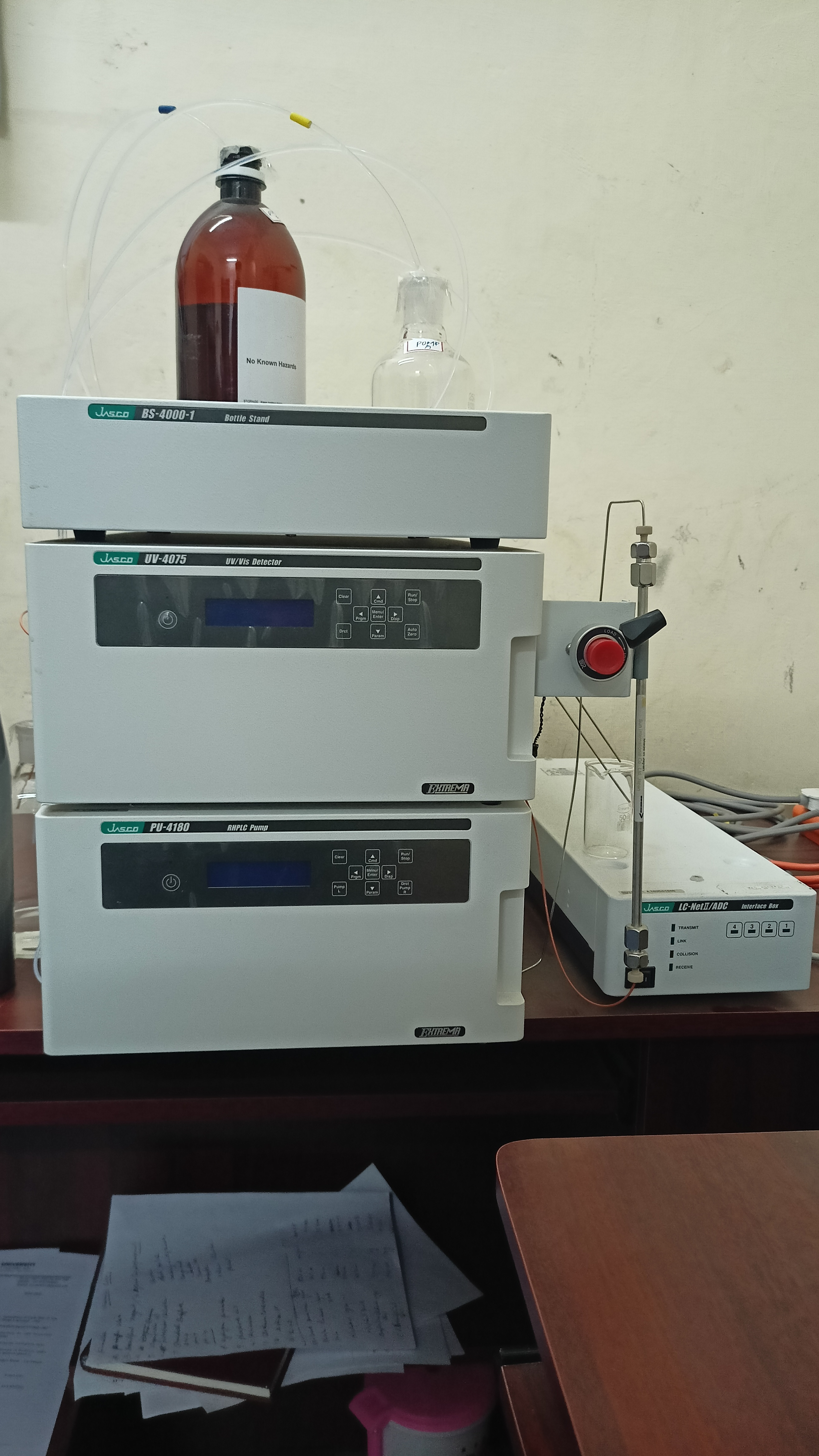
미확인 화합물을 찾는 데 사용되는 고성능 액체 크로마토그래피 장치. 이러한 유형의 장비는 지하 오염물질 탐지에 혁명을 일으켰다.

### 1978년 이후 지하수 오염 연구 확대
이러한 건강 문제들은 1976년 나이아가라 가제트가 러브 커낼 근처의 토양 오염을 보도한 이후 대중의 주목을 받게 되었다. 이러한 오염물질의 대량 발견, 광범위한 지리적 확산, 그리고 위험한 건강 영향은 결국 종합 환경 대응, 보상 및 책임법(CERCLA)과 슈퍼펀드의 통과로 이어졌다. 지하수 오염에 대한 이러한 관심 증가는 연구 자금을 확대했으며, 그에 따른 연구들은 미국 전역에 걸친 광범위한 지하수 오염을 밝혀냈다. 이후 소수성 액체를 포함한 유기 오염물질의 이동 메커니즘에 대한 이해와 정화 전략 개발이 확대되었다.

미국의 슈퍼펀드 현장 지도. 빨간색은 국가 우선 순위 목록에 있는 현장, 노란색은 제안된 현장, 녹색은 삭제된 현장(일반적으로 정화 완료를 의미). 데이터는 미국 환경보호청 CERCLIS 데이터베이스에서 2015년 2월 12일에 검색되었으며, 마지막 업데이트는 2013년 10월 25일로 보고됨.

초기 정화 전략은 지하수 추출 및 처리를 위한 우물 건설(펌프-앤-트리트 전략)을 통해 대수층 품질 복원에 초점을 맞췄지만, 추출 및 처리해야 할 물의 양이 비현실적으로 많고 실현 불가능하다는 것이 곧 명백해졌다. 또한 우물 건설은 지하 환경에 침해적일 수 있으며 소수성 액체의 심층 침투를 유발할 수 있어 역효과를 낸다. 일부 전문가들은 지하 환경에서 소수성 액체를 완전히 제거하는 것이 불가능하다고 제안했지만, 다른 전문가들은 이러한 과제를 정화 기술 확대 및 혁신의 기회로 보고 있다. 그 결과 1980년대부터 2000년대 중반까지 펌프-앤-트리트 전략의 대안으로 소수성 액체를 탐지하고 완화하기 위한 다양한 혁신 기술이 개발되었다.

## 이동 메커니즘

지하 환경을 묘사. 불포화대와 포화대는 액체 물의 상대적 풍부함으로 구분되며, 모관수로 분리된다.

지하에서의 소수성 액체 거동은 지하 물질의 구성과 소수성 액체의 다양한 특성에 의해 결정된다. 지하 공간은 크게 두 가지 영역으로 나눌 수 있다: 작은 알갱이 또는 입자가 얇은 수막으로 둘러싸여 있는 불포화대, 그리고 대수층이라고 하는 중요한 지하수 저장고를 포함하는 포화지층이다.
소수성 액체는 점 오염원이며, 부적절한 화학 물질 폐기, 누출된 지하 저장 탱크, 정화조 폐수, 유출 또는 매립지에서의 침투 등 다양한 출처에서 방출될 수 있다. 강수량이 많을 때 액체는 불포화대로 침투한다. 액체의 양이 충분하면 포화대로 스며든다. 지하 환경의 공극률은 포화대로 들어가는 양을 결정한다.

### 소수성 액체의 물리적 특성
소수성 액체의 미시적 특성은 현장에서의 거동을 결정한다. 소수성 액체가 포화대로 들어가면 물에 대한 상대 밀도가 소수성 액체의 거동을 결정한다. 그 결과 소수성 액체는 상대 밀도에 따라 두 가지 주요 유형으로 분류된다: 경소수성 액체(LNAPL)와 중소수성 액체(DNAPL)이다. L소수성 액체는 지하수위에 뜨는 경향이 있는 반면, DNAPL 액체는 아래로 가라앉고 일부 조건에서는 바닥에 모이는 경향이 있다. LNAPL에 비해 DNAPL 액체는 더 독성이 강하고 덜 생분해된다.
소수성 액체 거동의 정량적 모델에 중요한 지하 환경 특정 매개변수는 다양하다. 이러한 매개변수에는 토양 투수성, 수분, 입자 크기 분포, 모세관 현상, 젖음, 지하수 흐름 속도 등이 포함된다. 이러한 데이터 수집은 이질적이고 본질적으로 복잡하다.

#### 다상 모델
LNAPL과 DNAPL 액체는 지하 환경으로 들어간 후 동시에 여러 다른 상으로 존재할 수 있다. 소수성 액체의 조성은 일반적으로 점성도, 용해도, 휘발성 등 다양하고 복잡하게 상호 연결된 매개변수에 의존하는 다상 모델을 사용하여 설명된다. 소수성 액체의 가능한 상에는 기체, 고체, 수용성, 비혼화성 탄화수소 상이 포함된다.
소수성 액체의 액체 상은 소수성 액체의 유기 구조로 인한 비혼화성을 나타내는 물리적인 경계면으로 물의 액체 상과 분리된다. 즉, 소수성 액체 내 일부 화합물은 물에 가용화될 수 있어 두 가지 액체 상의 소수성 액체(비혼화성 탄화수소 및 수용성 용질)이 동시에 존재할 수 있다. 소수성 액체의 기체 상 또한 지하수 및 토양 오염의 원인이 되므로 오염 정도를 평가하고 적절한 정화 전략을 결정하기 위해서는 소수성 액체의 다양한 상 사이의 분포를 정량화하는 것이 중요하다.

### 불포화대에서의 소수성 액체 이동
불포화대는 작은 입자로 구성된 다공성 매질을 포함하며, 이 입자 주위에는 얇은 수막이 막으로 작용한다. 이 입자들 사이의 나머지 공간은 공기로 구성된다. 따라서 소수성 액체는 비혼화성 탄화수소로 남거나, 물에 용해되거나, 고체 다공성 물질에 흡착되거나, 기체 형태로 기화될 수 있다.
이 4상 모델은 매우 가변적이며 현장 정화의 여러 단계에서 특정 현장 내에서도 변할 수 있다. 따라서 각 사례별로 상 분포를 지속적으로 모니터링하는 것이 중요하다. 각 상은 이동성과 이용 가능한 정화 기술 측면에서 다르다. 소수성 액체의 가장 이동성이 높은 상은 휘발된/기체 상과 용해된/수용성 상이며, 소수성 액체의 가장 이동성이 낮은 상은 흡착된/고체 상과 비혼화성 액체 상이다. 이러한 복잡성 때문에 불포화대에서는 포화대보다 흐름을 측정하기가 더 어렵다.
불포화대 오염은 대수층이 포함된 포화대로 침투할 가능성과 생태계에 해를 끼칠 가능성 때문에 위험하다. 소수성 액체가 포화대에 도달하는지 여부는 잔류 포화도라는 매개변수에 의해 결정된다. 잔류 포화도는 모세관 현상에 의해 발생하며, 이는 소수성 액체를 고정시켜 포화대로의 침투를 제한한다.

### 포화대에서의 소수성 액체 이동
포화대에서는 입자 사이의 공간이 물로 채워져 있다. 따라서 이 영역에서는 기체 상을 제외한 소수성 액체 상 분포의 3상 모델이 사용된다. 소수성 액체가 포화대의 지하수위에 도달하면 L소수성 액체는 뜨고 DNAPL 액체는 가라앉는다. LNAPL과 DNAPL 모두 장기간 지하수위에 머물면서 서서히 용해되어 유해한 화학 물질 플룸을 형성할 수 있다. 이러한 이유로 포화대에서의 정화는 과학자들에게 특히 중요하다.

#### 포화대에서의 DNAPL 거동
DNAPL 액체의 액체 상은 잔류 포화에 의해 부피가 소진되거나 투수성이 낮은 층에 의해 경로가 차단될 때까지 포화대를 통해 수직으로 계속 이동하며, 그 시점에서 DNAPL 액체는 수평으로 이동하기 시작한다. 하부 투수성 경계가 그릇 모양이면 DNAPL 액체는 연못과 같은 저수지를 형성할 수 있다. 반대로 잔류 포화 상태 및 흡착된 DNAPL 상은 비교적 이동성이 낮고 제거하기가 더 어렵다. 포화대에서의 DNAPL 이동은 봉인되지 않은 시추공 및 부적절하게 봉인된 샘플링 구멍 및 모니터링 우물을 포함한 인위적 활동에 의해 영향을 받을 수도 있다.

## 정화 전략
비교적 적은 양의 소수성 액체도 유독한 지하수 상태를 초래할 수 있으며, 소수성 액체는 수십 년 또는 수백 년 동안 지하에 남아 지속적으로 지하수를 오염시킬 수 있다. 또한 소수성 액체는 다상 거동 때문에 탐지하기 어렵다. 그 결과 환경에서 소수성 액체를 제거하려는 노력에서 정화 전략뿐만 아니라 탐지 전략도 중요하다. 이러한 의미에서 소수성 액체가 어디에 있었고 어디로 이동할 수 있는지 외에 소수성 액체의 지리적 및 상 분포를 정량화하는 것이 중요하다.
토양 재료 및 지하수위 매개변수 등 현장별 특성을 파악하기 위해 드릴 절단물 및 코어를 사용할 수 있다. 토양 가스 조사는 휘발성 성분으로 인한 오염 정도를 파악하기 위한 예비 선별 절차로 사용될 수 있다. 현재 소수성 액체 존재를 탐지하고 분석하는 전략에는 기체 크로마토그래피, 고압 액체 크로마토그래피, 시간 영역 반사계 등이 있다. 그럼에도 불구하고 이 분야에 대한 추가 연구가 필요하다.

### DNAPL 정화
LNAPL 완화는 덜 복잡하며 더 간단한 공학 전략이 필요하다. 반대로 DNAPL 액체는 지하의 모질물의 균열로 스며들 수 있어 이동과 완화에 필요한 기술이 복잡해진다. 최상의 시나리오에서는 DNAPL이 연속적이며 불투수층 위에 저장소로 축적된 경우이다. 이 시나리오에서는 회수정을 뚫고 설치할 수 있다. DNAPL 정화에 있어서는 일찍 제거할수록 좋다.

### 물리적 전략

#### 우물 굴착
우물 굴착의 목적 중 일부는 개인 사용, 수두 측정, 대수층 시험, 다양한 오염 물질 정화 등이다. "펌프-앤-트리트"는 지하수위 위에 떠 있는 LNAPL 제거에 특히 효과적이다. 우물 굴착 중에는 DNAPL이 지하로 더 침투하는 것을 유발할 수 있는 교란을 최소화하기 위한 노력을 기울여야 한다. DNAPL 풀을 부지불식간에 뚫고 지나가면 풀이 대수층으로 더 깊이 배수될 수 있다.

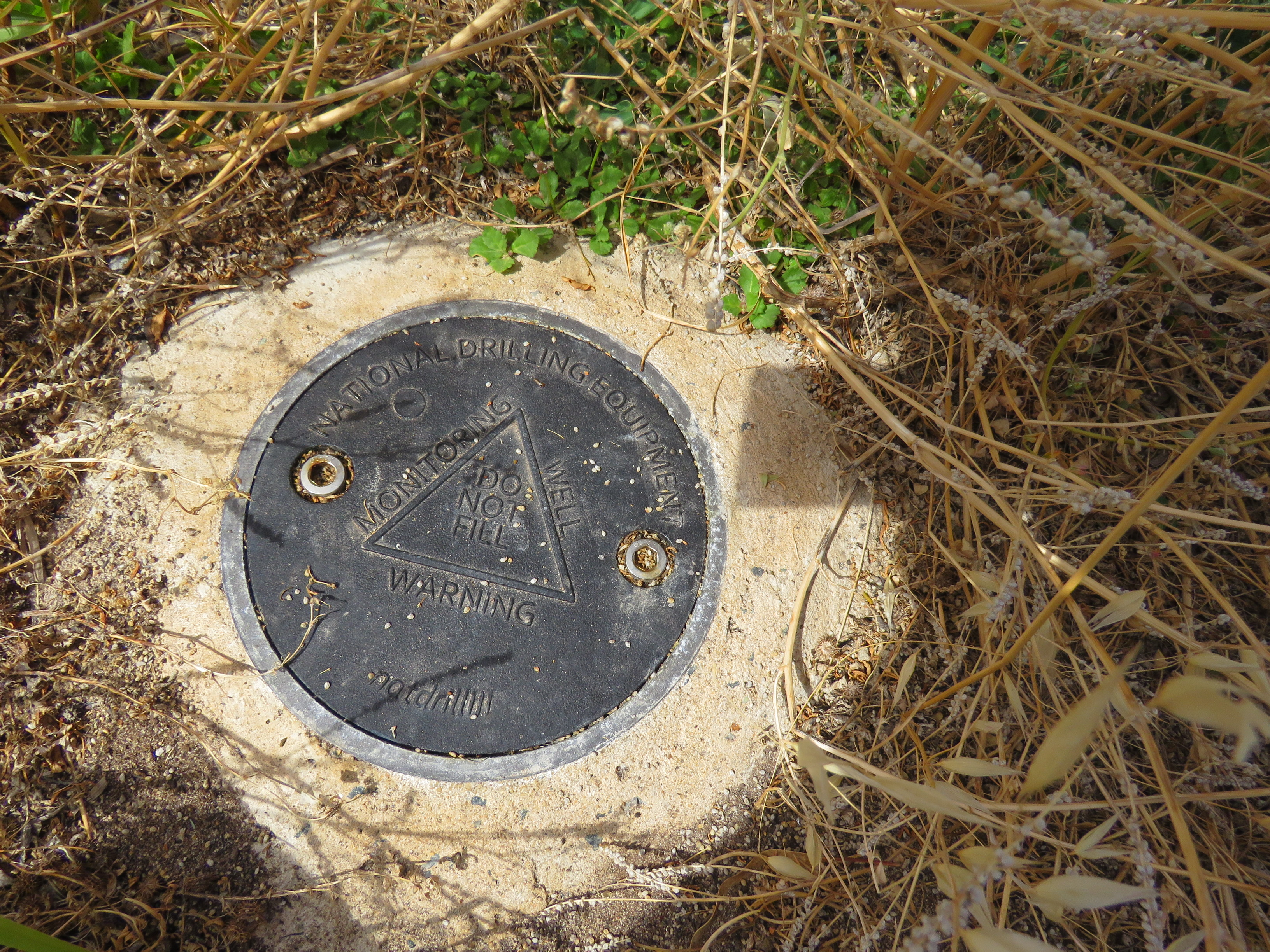
서오스트레일리아 리치몬드 호수의 모니터링 우물. 호수 주변에 여러 개 설치되어 있다.

우물 굴착을 통해 지하수 흐름의 방향과 이동을 연구하는 것이 가능하지만, 이 방법은 소수성 액체가 다른 방향으로 흐를 수 있기 때문에 소수성 액체 이동을 결정하는 데 항상 효과적이지는 않다. 소수성 액체 존재의 수평 및 수직 범위를 결정하기 위한 일부 관련 전략은 소수성 액체의 화학적 특성을 사용하는데, 예를 들어 시간 영역 반사계는 소수성 액체의 상대적인 전기 유전율을 사용한다.
펌프-앤-트리트 전략은 비현실적으로 많은 양의 지하수 흡입을 포함하기 때문에 전반적인 철학은 "전체 포획"에서 수성 상 플룸의 이동을 제어하기 위해 물리적 구조를 사용하는 억제 전략으로 바뀌었다. 소수성 액체의 부식성이 강한 특성은 이러한 물리적 구조와 관련된 유지 보수 문제를 증가시킬 수 있다. 이러한 구조의 예로는 슬러리 차단벽, 진동 빔 차단벽, 제트 그라우트 벽, 지오멤브레인 라이너 등이 있다.

#### 계면활성제
계면활성제의 목적은 점성도와 계면 장력을 낮추어 소수성 액체의 다양한 구성 요소를 가동화하는 것이다. 가용화제는 소수성 액체의 용해도를 높여 수용성 상으로 이동시켜 추출 및 처리할 수 있도록 한다. 가동화제는 소수성 액체의 잔류 포화 구성 요소를 대상으로 하여 연속적인 침수(flooding)에 의해 치환될 수 있도록 한다. 계면활성제는 사례 연구에서 원래 DNAPL 액체의 94%를 회수할 정도로 매우 효과적이지만, 비용이 많이 들고 가격이 비싸며, 또한 지하 환경의 pH에 악영향을 미칠 수 있다.

#### 토양 진공 추출
이 정화 방법은 불포화대에서 소수성 액체를 제거하는 가장 널리 인정되는 현장 기술일 가능성이 높다. 토양 진공 추출(SVE)은 공기 흐름을 유도하는 진공을 사용하여 소수성 액체의 휘발성을 높인다. 이 과정은 소수성 액체를 기체 상으로 변환시킨 다음 지하에서 이러한 기체 구성 요소를 제거하여 추출 및 처리할 수 있도록 한다. 휘발성이 낮은 화합물은 열을 가하여 휘발성을 높인 후 SVE를 수행할 수 있다. 다상 추출은 18-26인치 수은 진공을 사용하여 소수성 액체의 기체, 수용성, 비혼화성 상을 동시에 추출할 수 있다. 또한 SVE는 소수성 액체의 호기성 분해를 촉진하여 필요한 지상 처리량을 줄여 비용 효율성을 향상시키는 것으로 생각된다.

### 화학적 전략
화학적 정화 전략은 일반적으로 산화환원 반응을 포함하며, 가장 흔한 반응으로는 직접적인 화학적 산화, 직접적인 화학적 환원, 이차 산화 또는 환원, 금속 강화 환원성 탈염소화 등이 있다. 적절한 처리는 주로 특정 오염물질에 따라 다르다. 화학적 전략은 가장 흔한 유형의 소수성 액체 중 하나인 염소화 용매를 정화하는 가장 직접적이고 빠른 방법이다.
화학적 전략의 한 가지 과제는 처리 효과를 제한하는 경쟁 반응의 존재이다. 또 다른 과제는 대상 오염물질의 확산을 유발할 수 있는 부산물의 존재이다.
적용 기술에는 우물을 통한 주입 또는 고체 처리 매트릭스 배치 등이 포함된다. 궁극적으로 화학적 처리 접근 방식의 타당성을 결정하는 가장 중요한 요소는 지하 조건이 효과적인 적용을 허용하는지 여부이다.

### 생물학적 전략
호기성 생물, 혐기성 생물, 순차적인 호기성 및 혐기성 생물학적 과정을 가속화하여 지하 환경에서의 소수성 액체 존재를 최소화하는 것이 가능해졌다. 대부분의 생물정화 전략은 특정 개체군의 세균/미생물 존재와 생분해를 자극하기 위한 유기 탄소 추가에 의존한다. 이러한 유기 탄소는 락트산, 알코올, 치즈 유청 등 용해성 유기 탄소원의 주입과 식물성 오일 및 대두 오일 유화액 등 서방성 전자 공여체의 배치를 통해 공급될 수 있다.
호기성 생분해를 위해서는 충분한 용존 산소가 존재해야 하며, 이는 공기 주입 및 SVE를 포함한 전략을 통해 공급될 수 있다. 그러나 충분한 산소를 공급하는 능력은 이러한 유형의 정화 전략 성공에 영향을 미치는 제한 요소이다. 또한 많은 경우 메테인, 프로페인, 암모니아 또는 톨루엔과 같은 유도제의 존재가 필요하며, 이는 그 자체로 지하 환경에 해로운 오염물질이다.
또 다른 과제는 자생 세균 및 기타 외부 압력과의 경쟁에 직면하여 충분한 수의 세균/미생물을 유지하는 것이다. 또한 유전공학 변형 세균 사용에 대한 규제 반발도 있다. 더욱이 소수성 액체는 쉽게 생물학적 가용하지 않아 생분해 전략의 효과를 제한할 수 있다. 이러한 의미에서 생분해는 단일 해결책으로는 적절하지 않을 수 있지만, 다른 전략과 함께 사용할 수 있다.